# 人造石

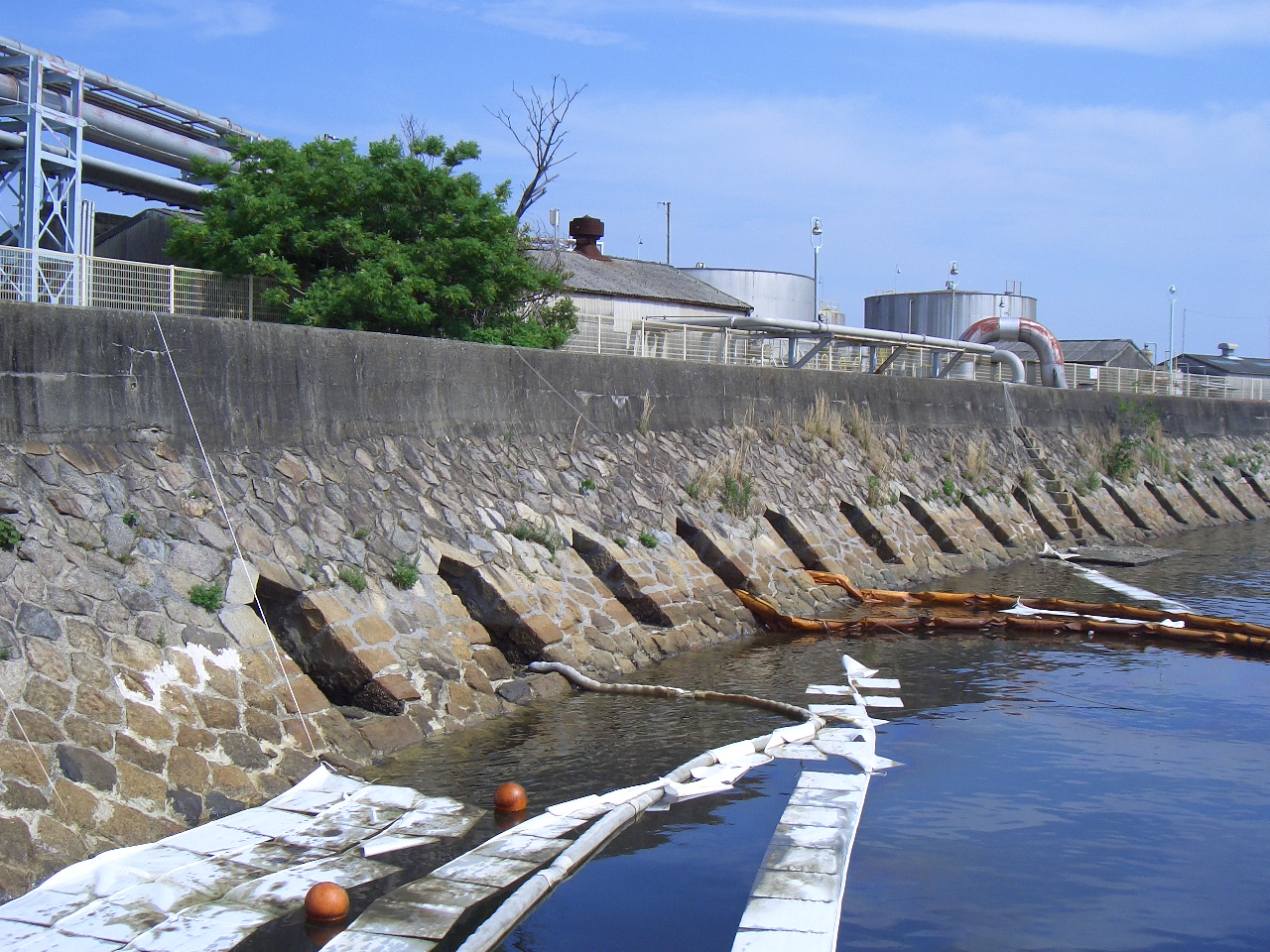
人造石工法を用いた四日市港潮吹き堤防（三重県四日市市、重要文化財）

人造石（じんぞうせき）は、真砂土と石灰を混ぜた複合材料であり、人造石と割石を用いた土木工法である人造石工法（じんぞうせきこうほう）に使用される。
土木技師の服部長七によって考案され、明治後期頃に多数の港湾の防波堤や護岸、新田や農業用水の堤防護岸や樋門などに使用されたが、セメントの普及によって使用されなくなっていった。2020年（令和2年）時点では人造石工法を用いて約350件の工事が行われたことが判明している。

## 歴史

### 伝統工法とその欠点
伝統工法である三和土（たたき）は真砂土と石灰を原料とし、井戸水や苦汁を入れて練ってから叩き固めたものである。コンクリートの原料であるセメントは明治初期から使用されていたが、明治初期には輸入品が主体だったことから高額であり、大規模な工事に用いるのは経済的に困難だった。また、当時のセメントは水中でうまく固まらないという欠点もあり、防波堤や護岸などの工事に用いるのは難しかった。

### 人造石工法の発明

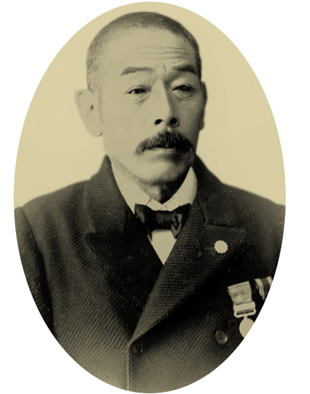
考案者である服部長七

1876年（明治9年）、土木技師の服部長七は東京市日本橋の三浦家の地下通路工事の際、軟練りした三和土が水中でも凝固することを発見したことが人造石の始まりである。服部長七は三和土に改良を加え、コンクリートに匹敵する強度を持つ複合材料として人造石を生み出した。人造石は材料が安価で大量に入手可能であり、水中においてはセメントより強固な構築物を築くことができた。
1881年（明治14年）の第2回内国勧業博覧会では人造石工法で噴水池を仕上げたが、農商務省のお雇い外国人に「この人造石は何でつくってあるか」と問われたことをきっかけとして人造石と呼ぶようになった。それまで服部長七はこの複合材料を長七たたきと呼んでいたが、これ以降は工法の広まりに伴って日本各地で人造石という言葉が使われるようになった。人造石工法により三河産真砂土の需要が高まったこともあり、三州たたきと呼ばれる場合もある。また、服部人造石や結成石として言及された例もある。

### 人造石工法の普及と衰退

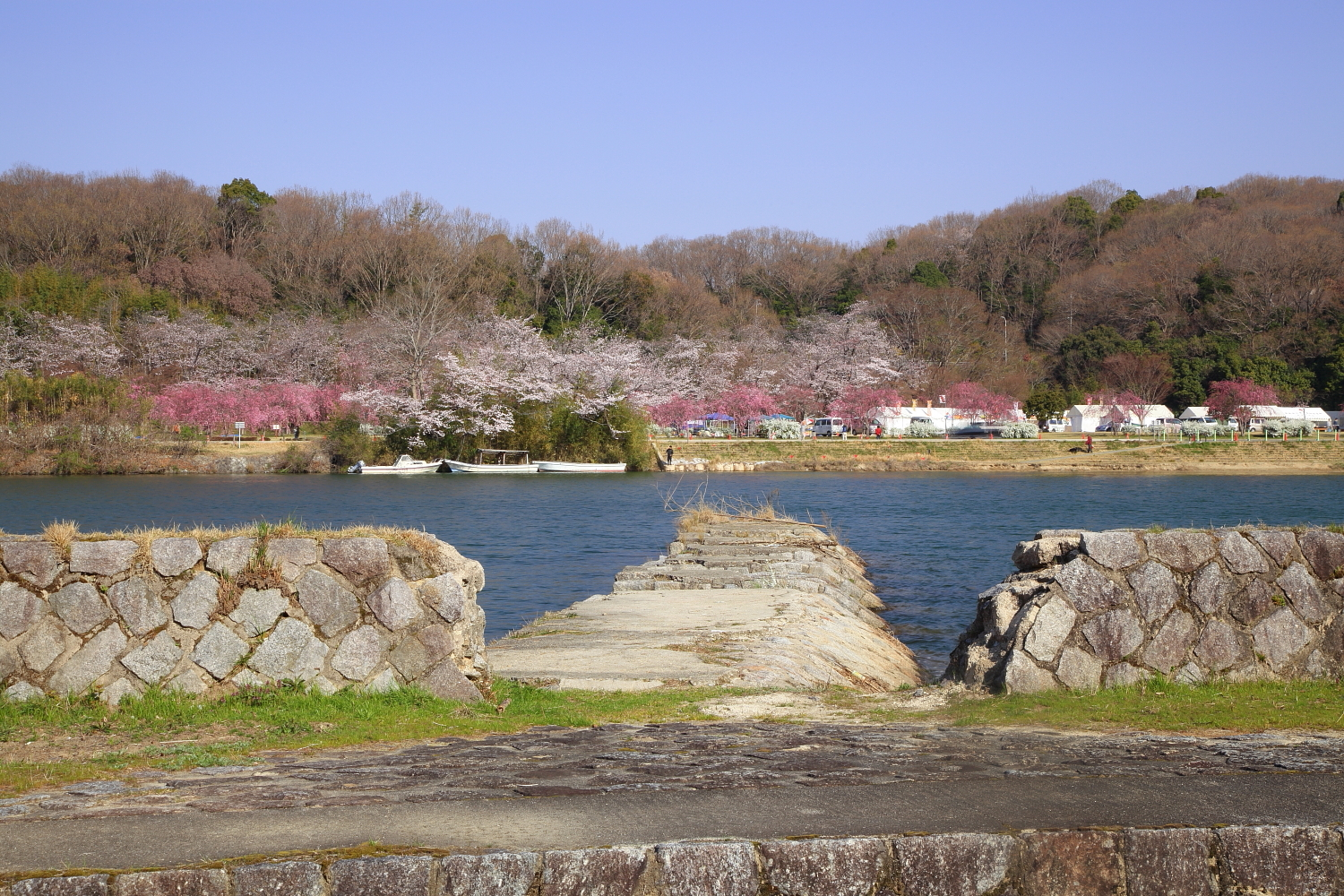
明治用水頭首工

1882年（明治15年）、服部長七は地元の碧海郡高浜町（現・高浜市）にある服部新田の堤防工事を行ったが、この工事が人造石工法を用いた初の大規模工事だった。1885年（明治18年）にはパリ万博発明博覧会に人造石を出品して銅牌を受けた。1889年（明治22年）には服部長七の服部組による宇品築港が完成し、人造石工法も脚光を浴びた。1904年（明治37年）には服部長七が隠居して服部組が解散し、施工中だった名古屋築港などは愛知県が引き継いだ。
1923年（大正12年）9月1日に起こった関東大震災の際には、煉瓦積みの建築物が壊滅的な打撃を受けたのに対して、人造石工法を用いた構造物の損害は軽微だった。セメントを用いて煉瓦を積んだ場合、重力の関係でセメント中の水分が上部に集まり、煉瓦の上面には十分に接着される一方、煉瓦の下面のセメントは非常に剥離しやすくなる。それに対して、人造石は硬く練って構築時に叩き込むため全方向に接着力が得られ、全体としては強固な構造体を構築できるからであるとされる。
その後はセメントを用いた工事が主流となり、人造石工法を用いた工事は廃れることとなった。太平洋戦争中には物資が枯渇したことで、日本本土の航空基地の滑走路の材料として人造石工法が採用された。

### 近年の動向

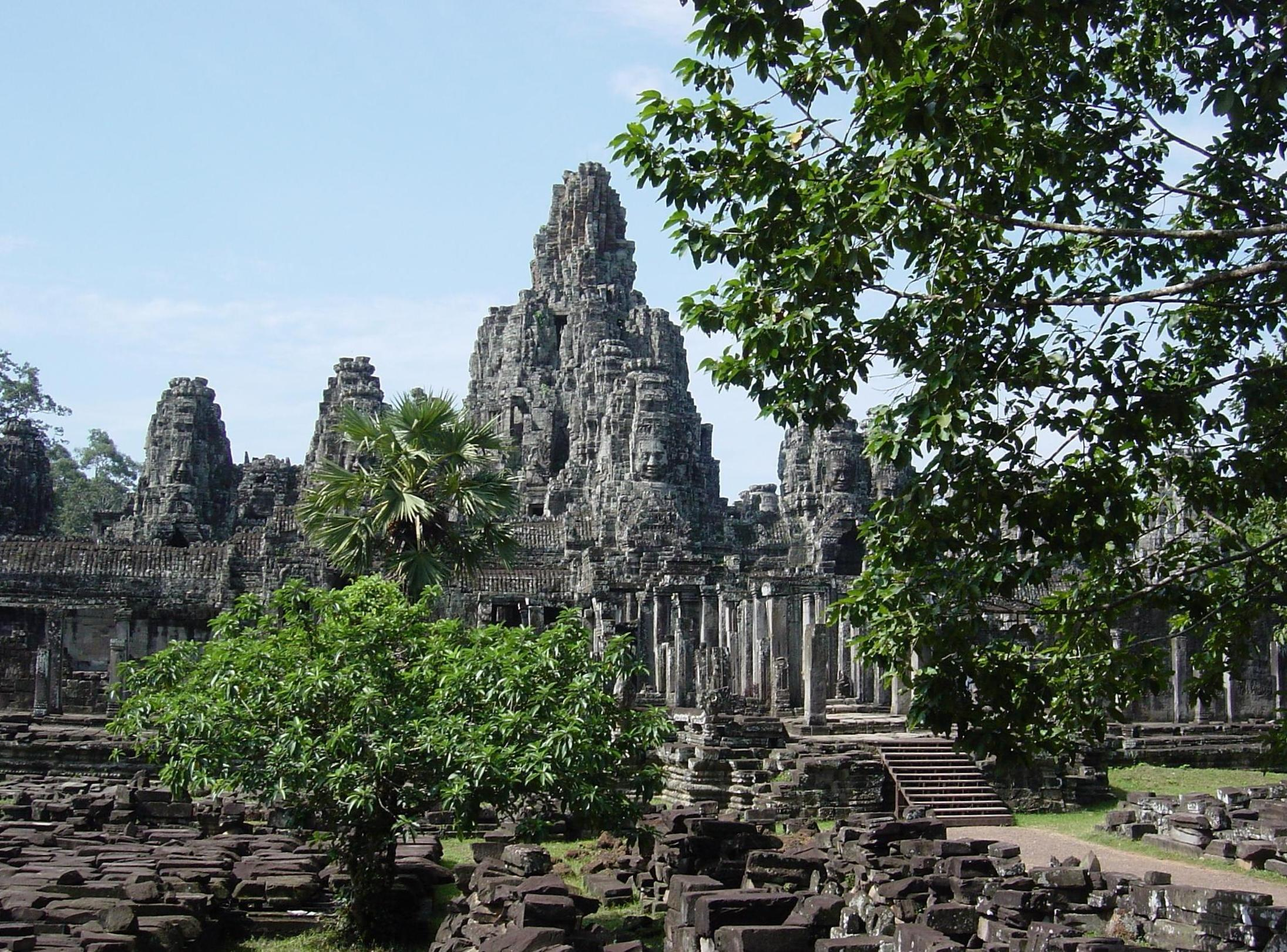
バイヨン寺院

「自然環境に優しく強度も得られる」という特性から、1999年（平成11年）にはカンボジアのアンコール遺跡にあるバイヨン寺院の修復に人造石工法が用いられた。
近年ではアメリカ軍も軍事作戦中の航空基地の材料としてアースコンクリートという類似の素材の研究を行っている。人造石は最後は自然に土に帰る性質を持っているので、発展途上諸国では地震に強く環境汚染の無い自足的インフラ整備の建材として、その他コンクリートやアスファルトの代替物質として見直されつつある。
1996年（平成8年）には四日市港潮吹き防波堤を中心とした旧港湾施設が重要文化財に指定された。人造石工法を用いた構造物が重要文化財に指定されたのは初である。2020年（令和2年）7月19日、中部産業遺産研究会の主催によってシンポジウム「服部長七と人造石工法 産業近代化の基礎づくりを担った土木技術」が開催された。

## 工法
服部組は愛知県を中心とする西日本で人造石工法を用いた土木工事を行った。人造石工法は風化した花崗岩からなる真砂土と石灰をおよそ7:3の比率で混ぜたものを用いる。

### 形態や外観の特徴
構造物の形態

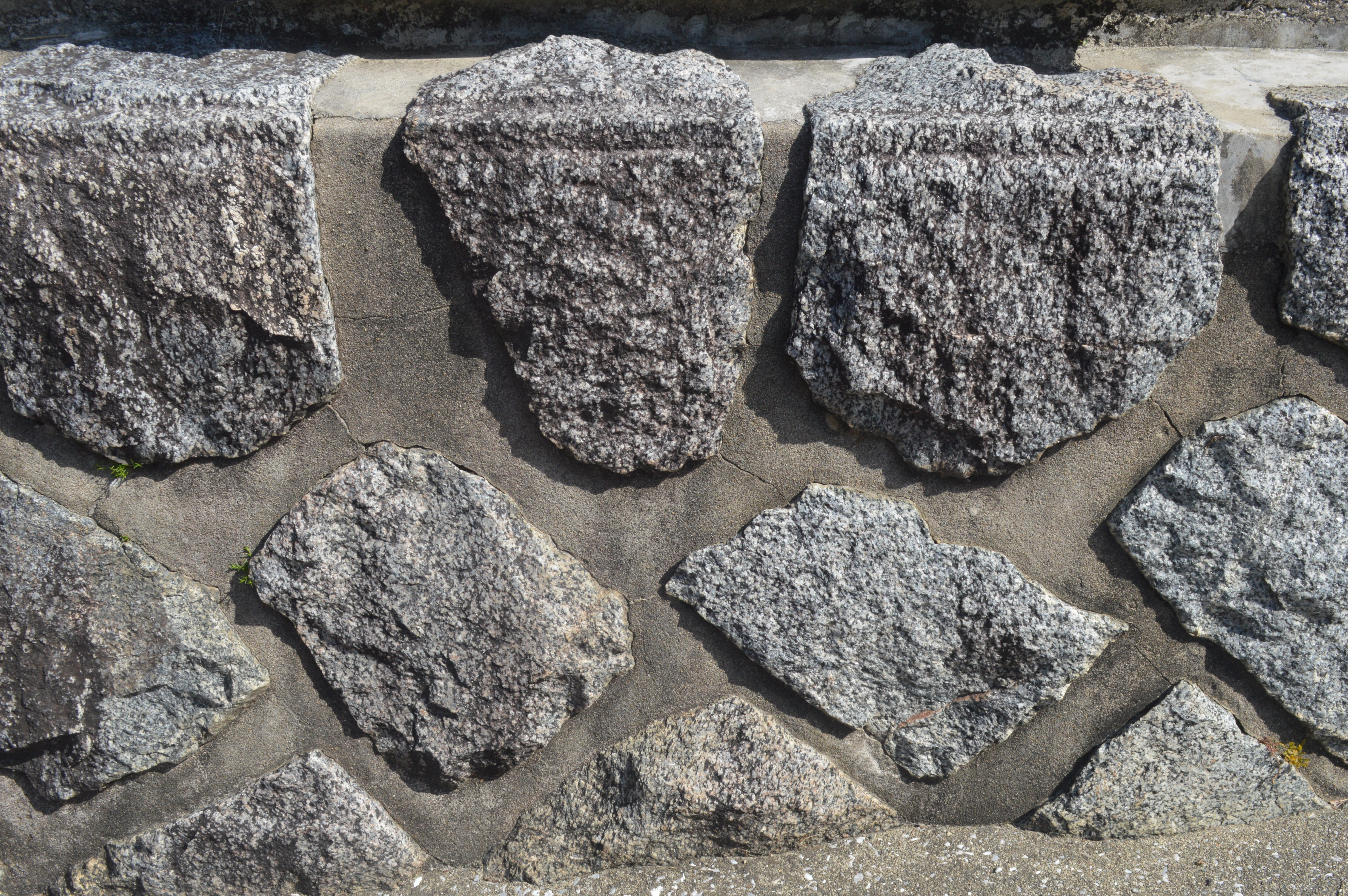
人造石工法の石垣

- 人造石のみで躯体を形成したもの[1] - 橋の欄干など小規模な構造物。
- 表層のみを人造石で張石構造としたもの[1] - 堤防の護岸など大規模な構造物。
- 堤体内部に人造石を充填して表層も人造石で張石構造としたもの[1] - 堰堤など特に強固さが用いられる構造物。

外観の特徴
- 割石と割石が接触していないこと[1]
- 割石の間の目地に人造石が充填されていること[1]

## 人造石工法を用いた工事
| 施工年   | 所在地               | 工事個所                           | 状況                           |
| -------- | -------------------- | ---------------------------------- | ------------------------------ |
| 1881年   | 東京都台東区         | 第2回内国勧業博覧会陳列場泉水等    | 解体                           |
| 1884年   | 広島県広島市         | 宇品港築港工事                     | 一部現存                       |
| 1892年   | 兵庫県朝来市         | 生野鉱山貯水池堰堤                 | 解体                           |
| 1893年   | 東京都台東区         | 上野動物園石塀                     | 解体                           |
| 1893年   | 三重県四日市市       | 四日市港護岸工事（潮吹き防波堤）   | 重要文化財                     |
| 1894年   | 兵庫県               | 播但鉄道2・7工区                   | 解体                           |
| 1894年   | 愛知県豊橋市         | 牟呂用水樋門・樋管                 | 一部現存                       |
| 1895年   | 台湾                 | 基隆港                             | 解体                           |
| 1895年   | 愛知県豊橋市         | 神野新田干拓堤防                   | 現存                           |
| 1897年   | 愛知県大府市         | 砂川樋門                           | 現存                           |
| 1898年   | 愛知県名古屋市       | 熱田港護岸工事                     | 一部痕跡                       |
| 1900年   | 愛知県豊田市         | 明治用水葭池樋門工事               | 現存                           |
| 1901年   | 愛知県豊田市         | 明治用水頭首工                     | 近代化産業遺産                 |
| 1901年   | 愛知県大府市         | 明神樋門                           | 登録有形文化財                 |
| 1901年頃 | 愛知県大府市         | 明神川逆水樋門                     | 登録有形文化財                 |
| 1902年   | 愛知県弥富市         | 立田輪中人造堰樋門欄干             | 弥富市指定文化財               |
| 1906年   | 愛知県弥富市         | 六門樋門橋台                       | 現存                           |
| 1906年   | 岐阜県瑞穂市         | 天王川伏越樋                       | 現存                           |
| 1907年   | 岐阜県瑞穂市         | 五六閘門                           | 土木学会選奨土木遺産           |
| 大正前期 | 愛知県東海市         | 守隨家住宅（旧山田家住宅）石積護岸 | 登録有形文化財                 |
| 1910年   | 愛知県名古屋市       | 庄内用水元杁樋門工事               | 現存                           |
| 1911年   | 愛知県清州市         | 東出樋                             | 現存                           |
| 1912年   | 愛知県豊田市         | 金山揚水旧水路跡                   | 現存                           |
| 1918年   | 愛知県豊田市         | 百々貯木場                         | 豊田市指定文化財               |
| 1926年   | 愛知県知多郡阿久比町 | 英比川樋門石碑                     | 阿久比町中央公民館玄関前に展示 |
| 1927年   | 愛知県東海市         | 聚楽園大仏台座                     | 東海市指定文化財               |
| 1939年   | 愛知県豊橋市         | 梅田川人造石堰堤跡                 | のり面に現存                   |
| 不明     | 愛知県碧南市         | 前浜新田水路護岸                   | 現存                           |
| 不明     | 愛知県碧南市         | 平等寺本堂腰壁                     | 現存                           |
| 不明     | 愛知県田原市         | 福江自治会駐車場外壁石垣           | 現存                           |
| 不明     | 愛知県田原市         | 願照寺外塀石垣                     | 現存                           |

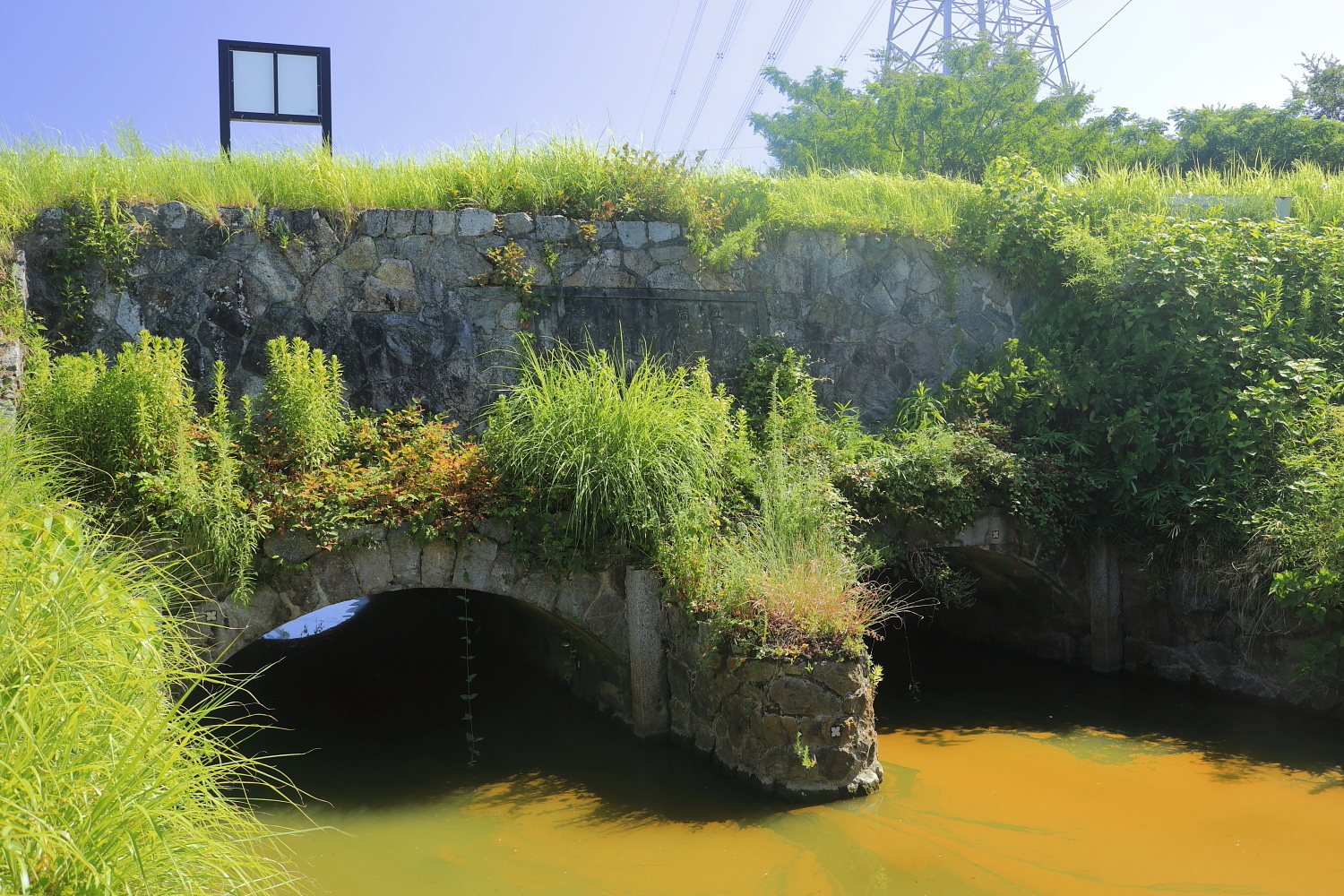
砂川樋門（愛知県大府市）
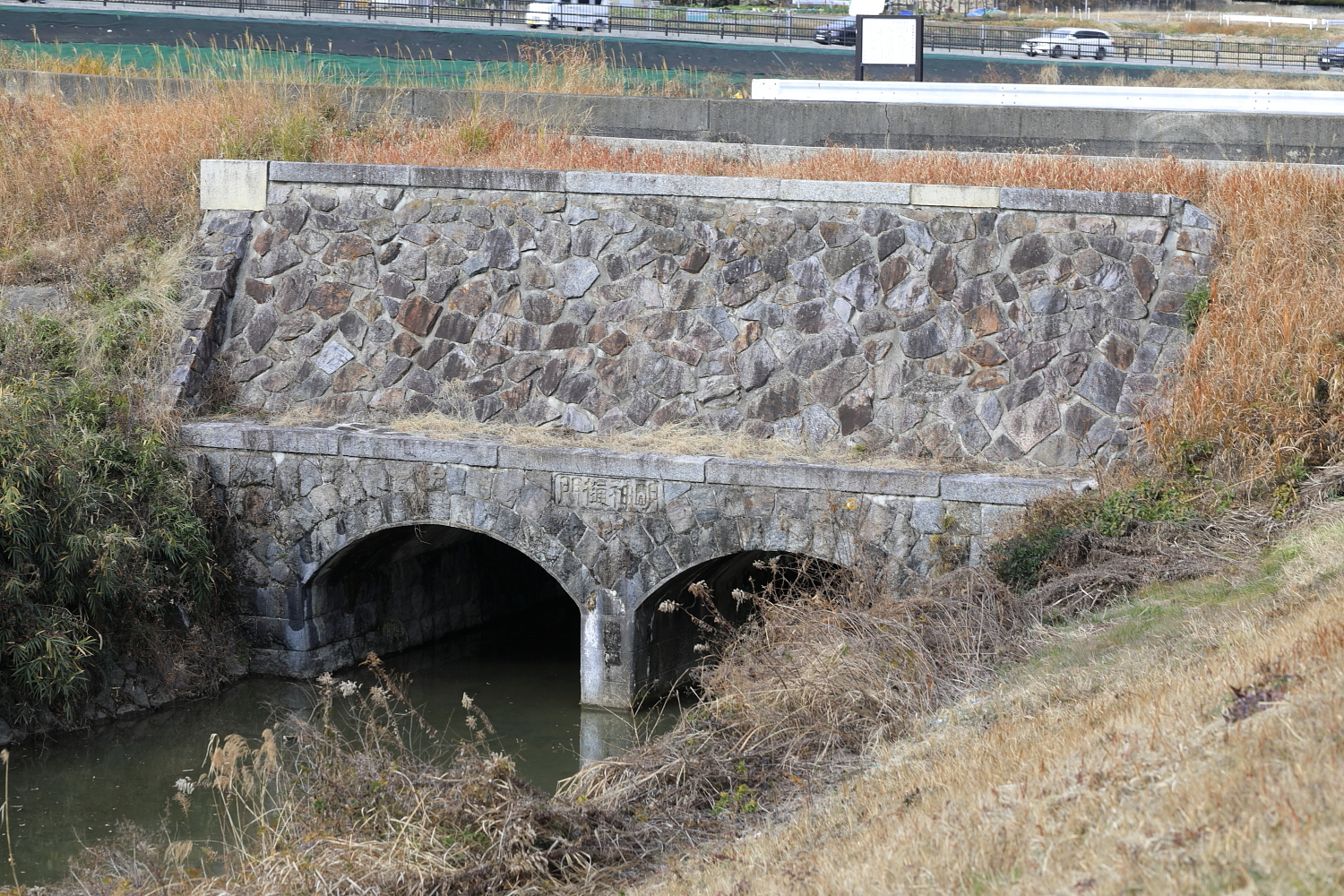
明神樋門（愛知県大府市）
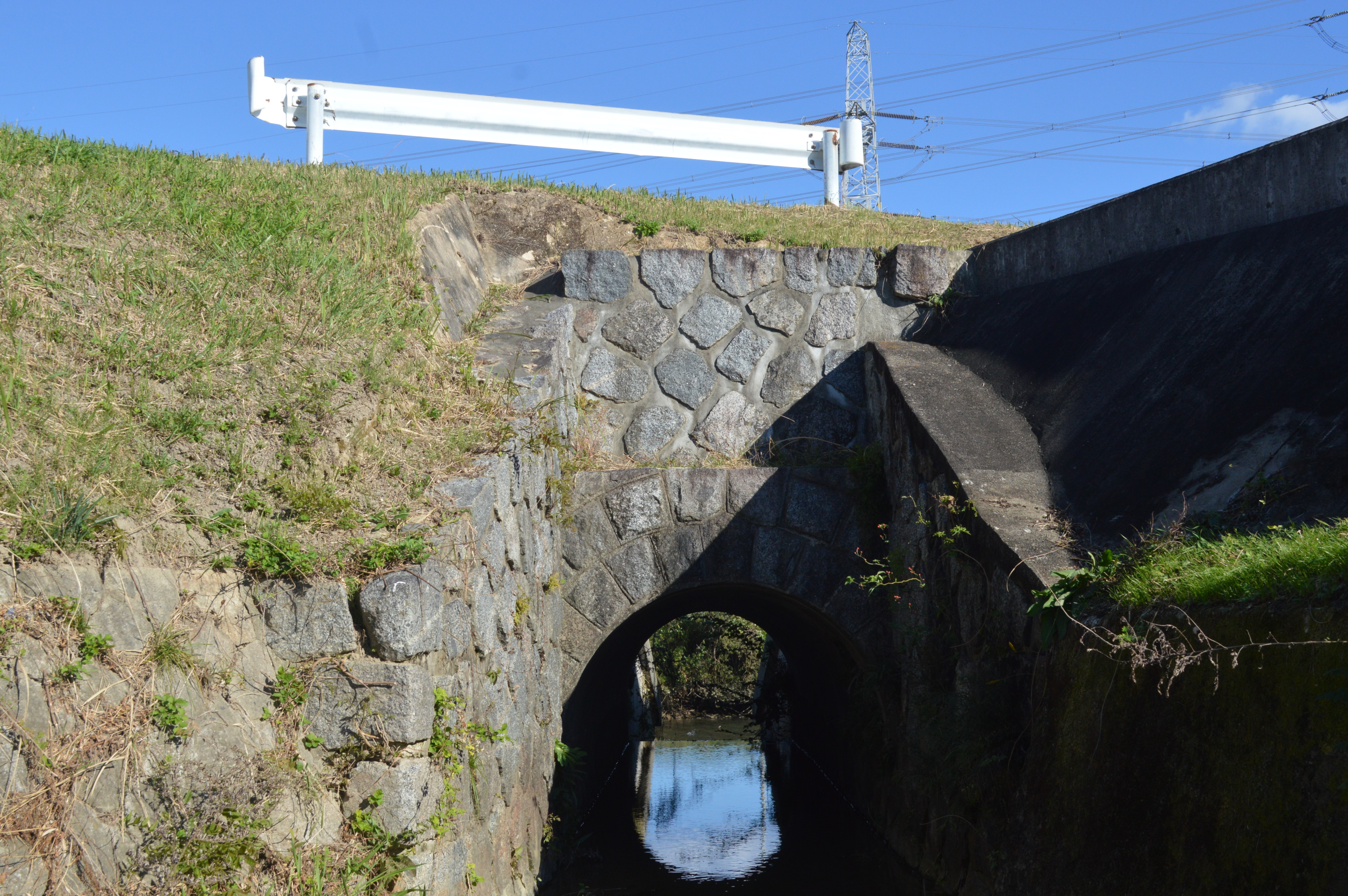
明神川逆水樋門（愛知県大府市）
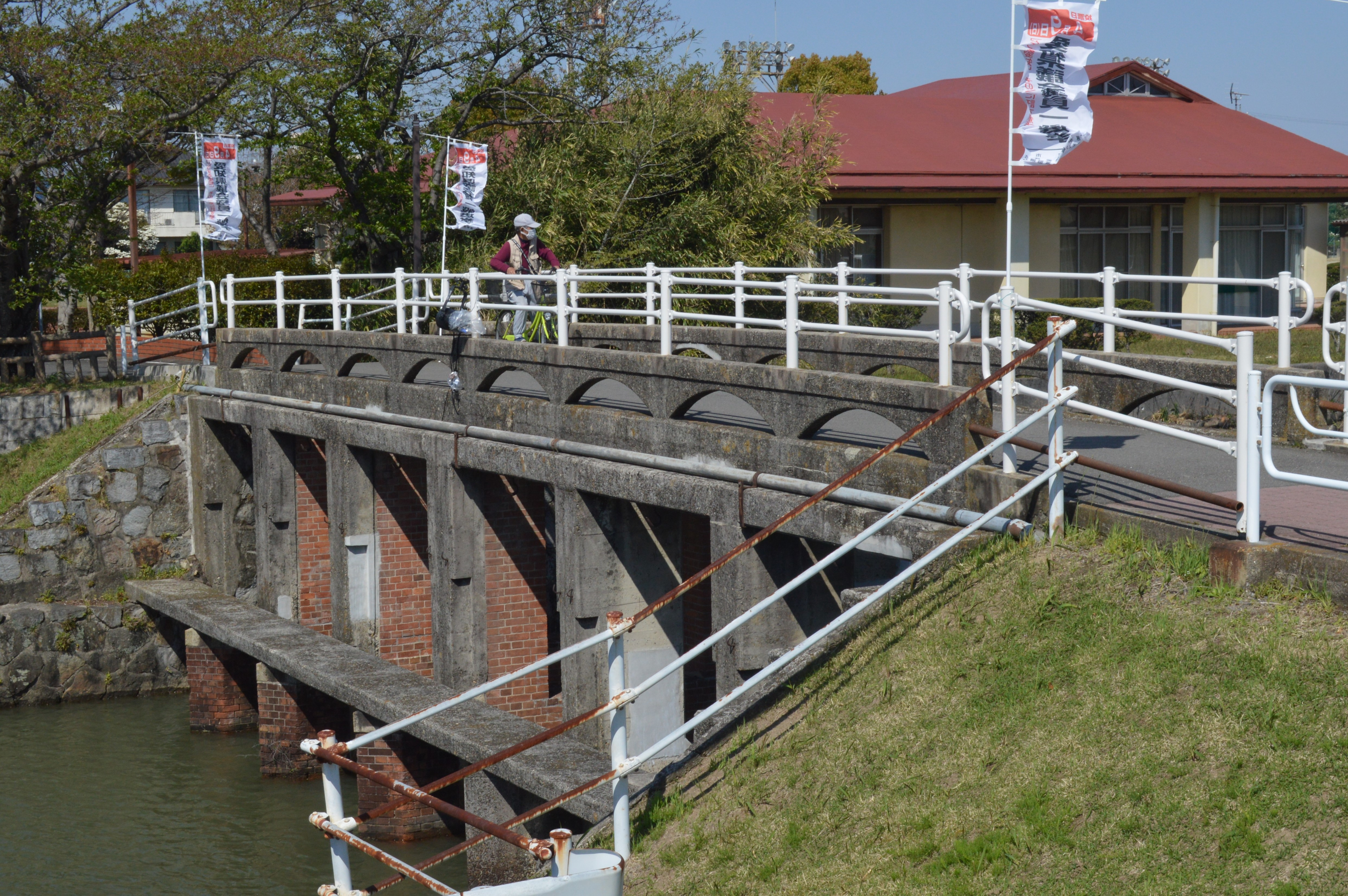
六門樋門（愛知県弥富市）
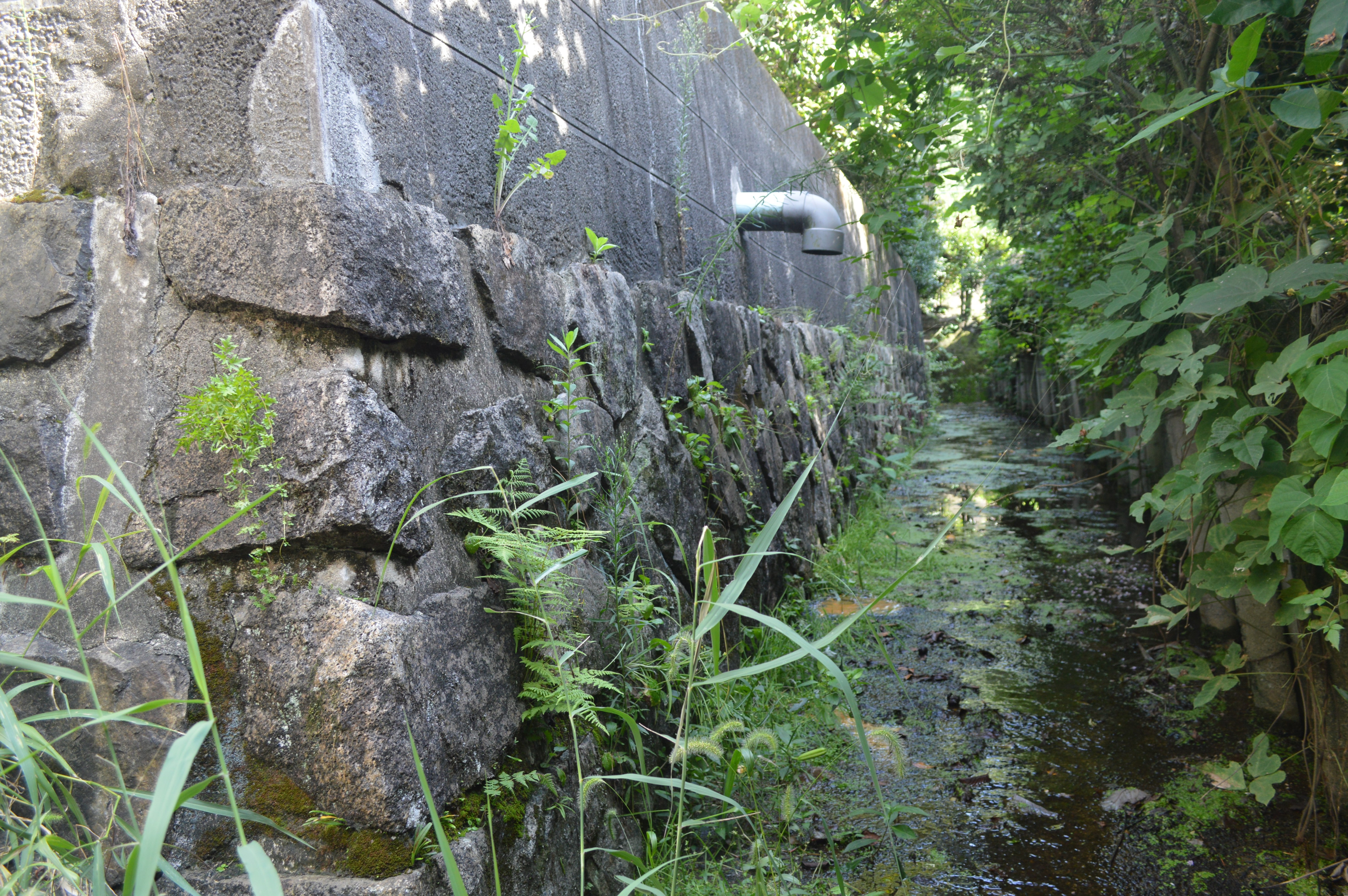
守隨家住宅（旧山田家住宅）石積護岸（愛知県東海市）
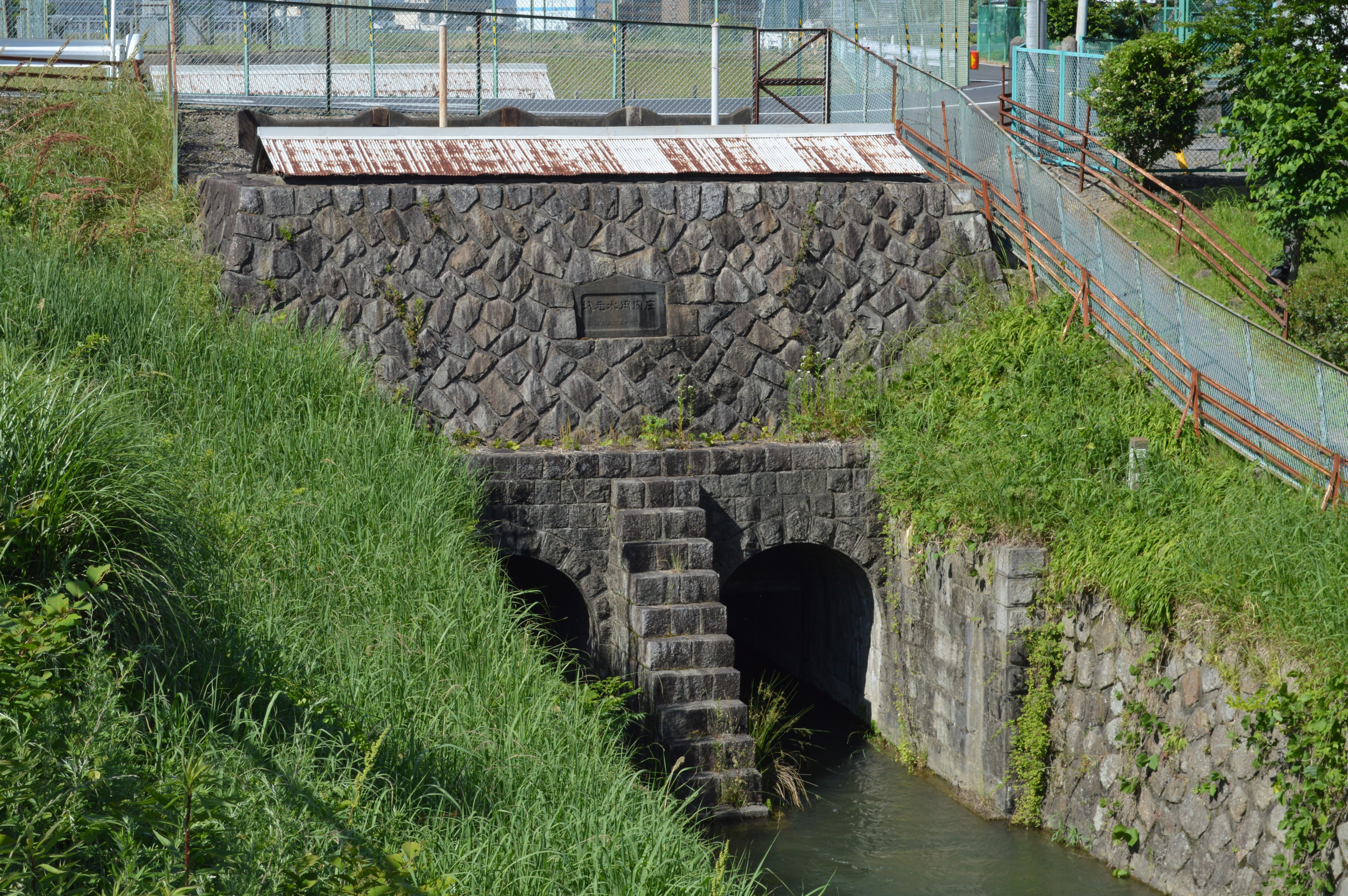
庄内用水元杁樋門（愛知県名古屋市）
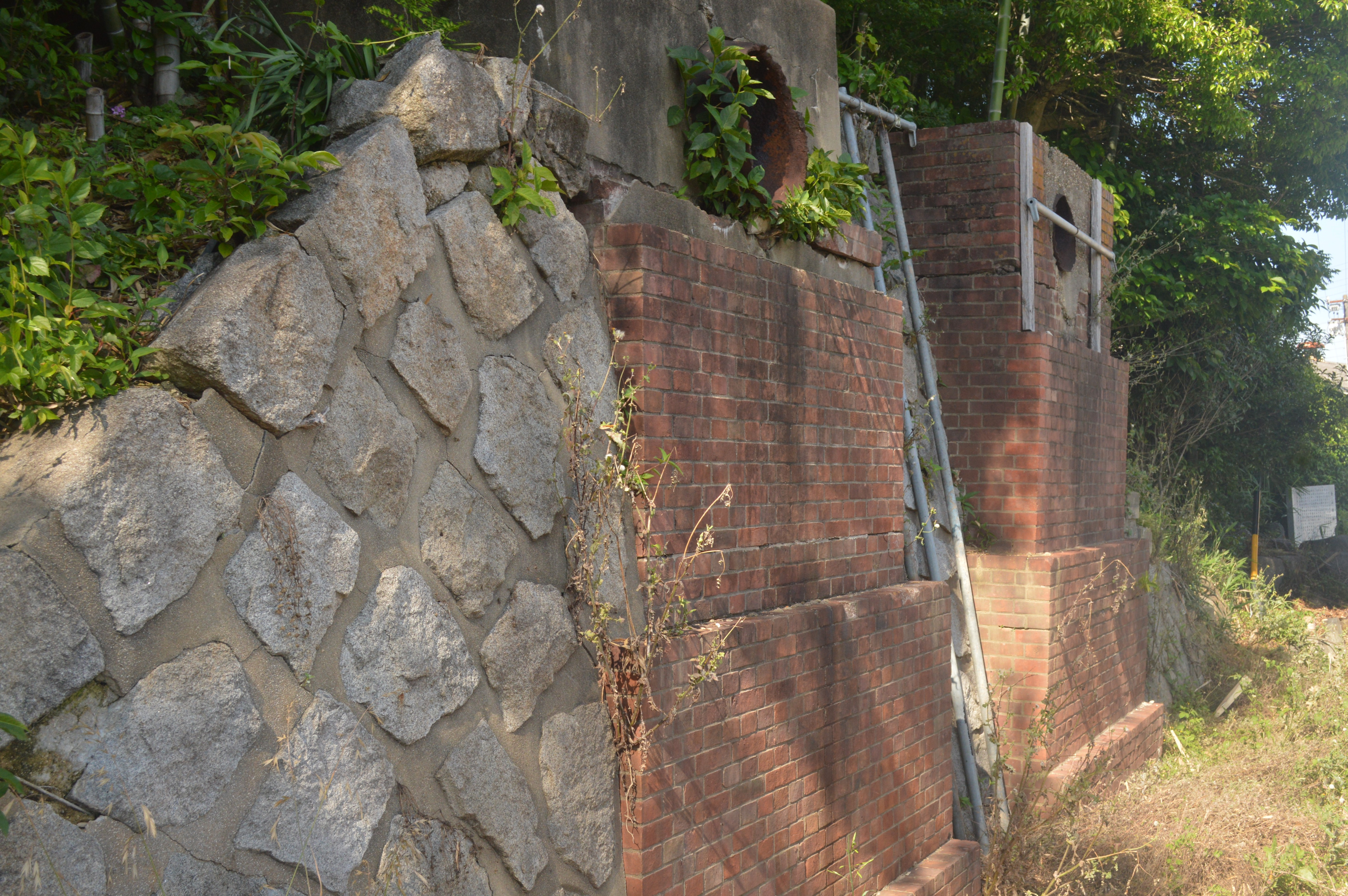
金山揚水旧水路跡（愛知県豊田市）
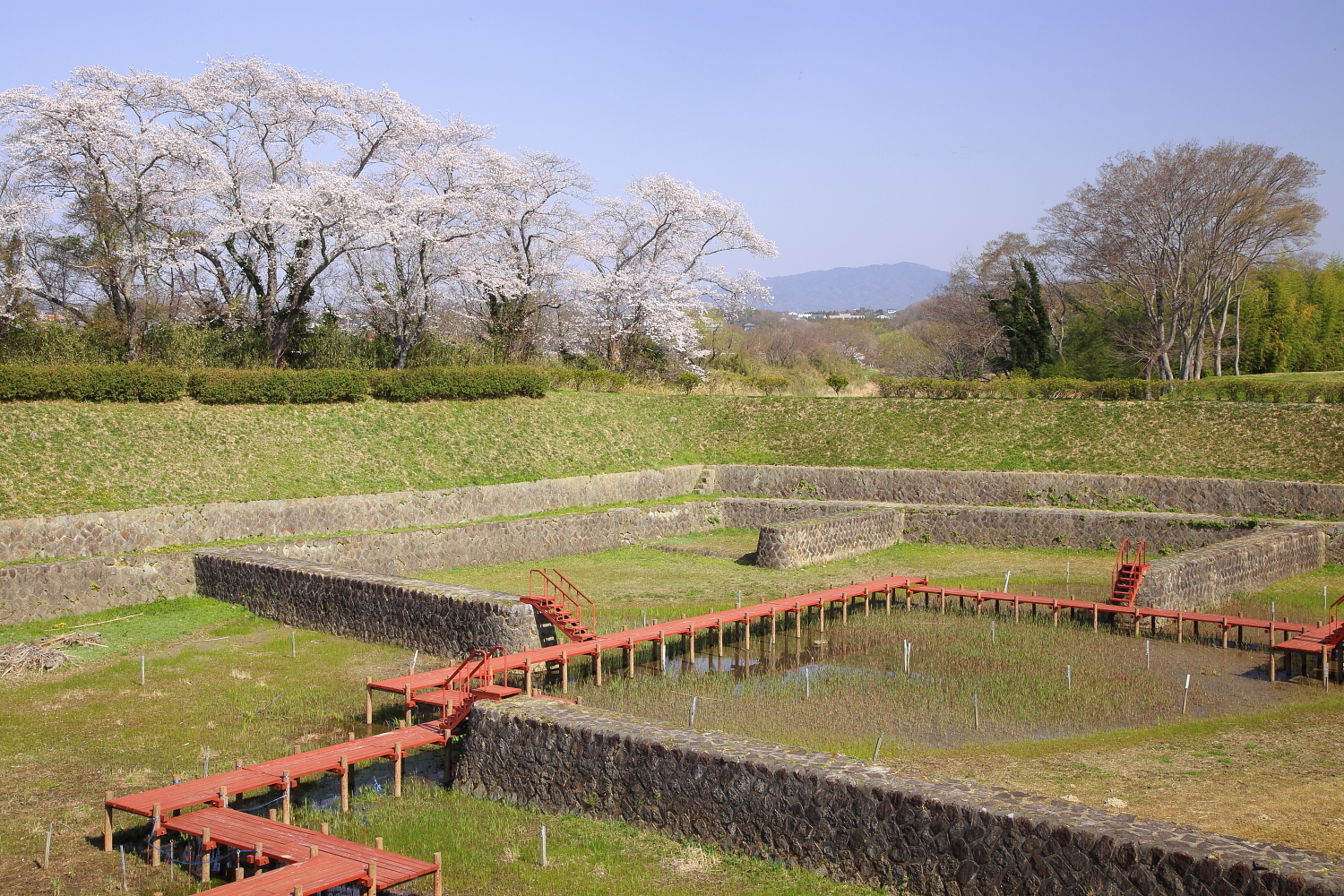
百々貯木場（愛知県豊田市）
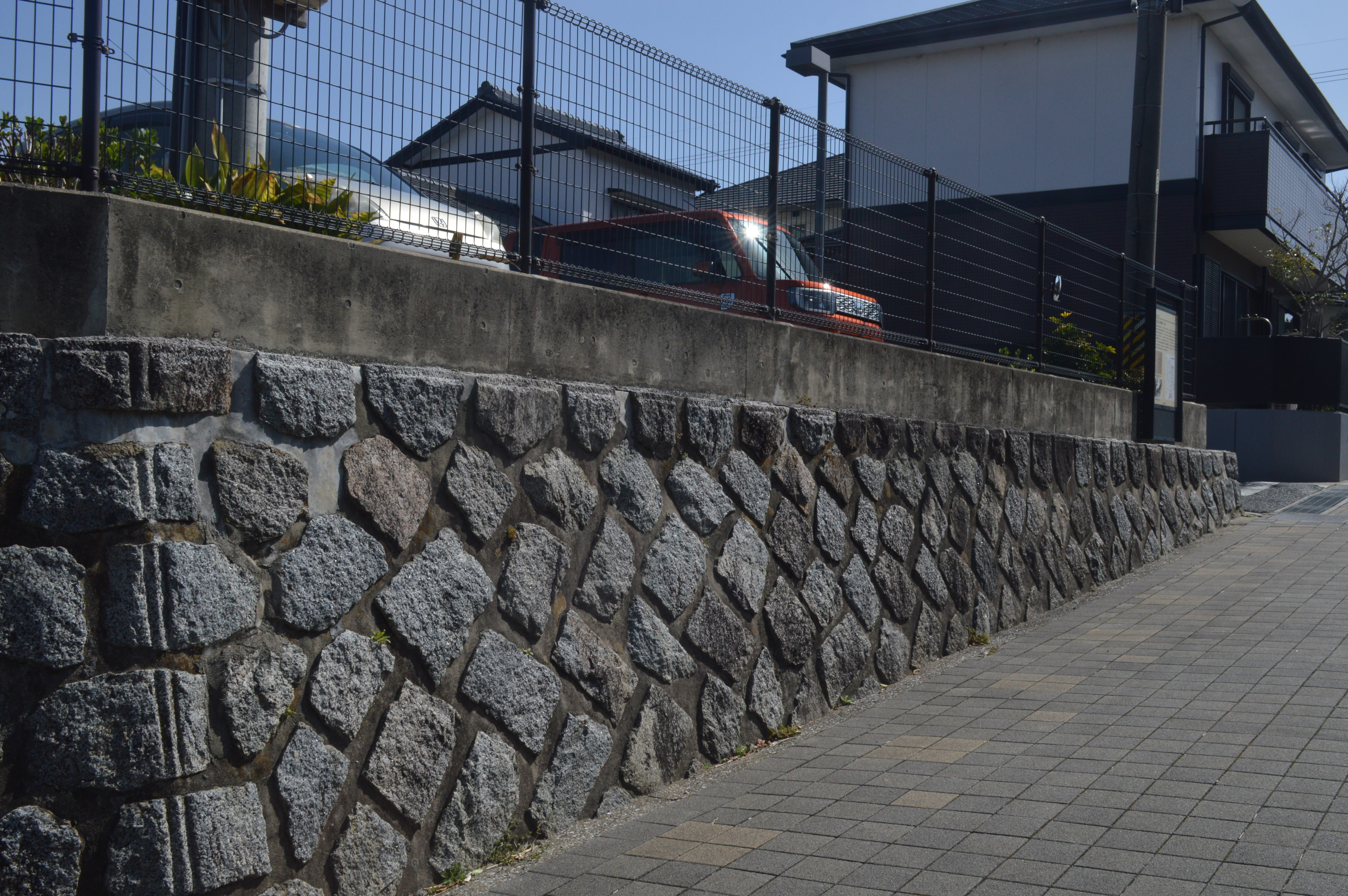
福江自治会駐車場外壁石垣（愛知県田原市）